# 1964 en dadaïsme et surréalisme
Pour l'année, voir 1963.
 Chronologie de dada et du surréalisme 
- 1960
- 1961
- 1962
- 1963
- 1964
- 1965
- 1966
- 1967
- 1968

Cet article présente les faits marquants de l'année 1964 en dadaïsme et surréalisme.

## Éphémérides

### Avril
- 23 avril
Dans un tract intitulé Face aux liquidateurs publié dans le journal Combat-Art, les surréalistes, à l'initiative de José Pierre, dénoncent l'exposition Le Surréalisme, sources-histoire-affinités organisée par Patrick Waldberg : « [qui trompe] le public par son apparence historico-mondaine, enterrant en quelque sorte le mouvement. »[1]

### Juin
- Parution, en Italie, du premier numéro de la revue Malebolge créée par un groupe de poètes et d'artistes italiens sous le nom de Parasurréalisme. Ce groupe revendique « l'héritage du surréalisme [et] l'assimilation culturelle et créatrice du surréalisme historique en même temps que sa révision critique en tenant compte de ses échecs. »[2]

### Juillet
- Réédition de Grabinoulor de Pierre Albert-Birot aux éditions Gallimard qui présente cet ouvrage, à travers un bandeau, comme un « classique du surréalisme » en dépit des protestations de l'auteur[3].

### Décembre
- André Breton vend au Moderna Museet de Stockholm le tableau de Giorgio De Chirico Le Cerveau de l'enfant (1914) acquis au début des années 1920[4].

### Cette année-là
- Parution, en Hollande, du premier numéro de la revue Brumes blondes, organe du Bureau de recherches surréalistes en Hollande[5].

- À Paris, à la galerie Mona Lisa, le peintre Jean-Claude Silbermann organise une exposition intitulée Enseignes sournoises qui offre des tableaux « en pièces détachées », peints sur des morceaux de contre-plaqué et découpés suivant le contour de l'image. La préface du catalogue est d'André Breton[6].

### Œuvres
- Marion Adnams

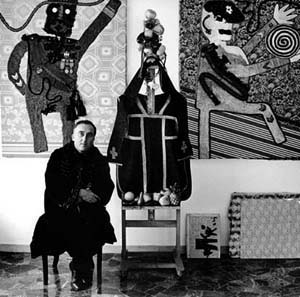
Enrico Baj dans son atelier, photo de Erling Mandelmann

  - A candle of understanding thine heart, tempera sur panneau[7]
- Jean-Louis Bédouin
  - Anthologie de la poésie surréaliste , aux éditions Seghers[8]
- Hans Bellmer
  - Vanité, dessin gouache[9]
- Victor Brauner
  - La Lumière silencieuse, huile sur toile[10]
- Jorge Camacho
  - La Double apparition de Monsieur H, huile sur toile[11]
- Raymond Daussy
  - La Grande menace, huile sur toile[12]
- Leonor Fini
  - La Fête secrète, huile sur toile[13]
- Jane Graverol
  - La Goutte d'eau, huile sur toile : représentation des principaux surréalistes bruxellois[14]
- Jacques Hérold
  - La Païenne, huile sur toile[15]
- Robert Lebel
  - L'Inventeur du temps gratuit, poèmes[16]
- Gérard Legrand
  - Dernière hésitation de l'anti-Œdipe, collage[17]
- Ghérasim Luca
  - Sept slogans ontophoniques, poèmes[18]
- René Magritte
  - La Grande guerre, huile sur toile[19]
  - L'Homme au chapeau melon, huile sur toile[20]
- André Masson
  - Magie noire, huile sur toile[21]
- Joan Miró
  - Le Cercle rompu, huile sur toile[22]
  - Femme oiseau, huile sur toile[23]
- Jean-Claude Silbermann
  - Au plaisir des demoiselle : enseigne sournoise, objet composite[24],
  - Sémiramis : enseigne pour une nuit, objet composite[24]
- Isabelle Waldberg
  - La Vague, plâtre peint[25]